# Coulmier-le-Sec
Coulmier-le-Sec is een gemeente in het Franse departement Côte-d'Or (regio Bourgogne-Franche-Comté) en telt 272 inwoners (2005). De plaats maakt deel uit van het arrondissement Montbard.

## Geografie
De oppervlakte van Coulmier-le-Sec bedraagt 31,8 km², de bevolkingsdichtheid is 8,6 inwoners per km².
De onderstaande kaart toont de ligging van Coulmier-le-Sec met de belangrijkste infrastructuur en aangrenzende gemeenten.

## Demografie
Onderstaande figuur toont het verloop van het inwonertal (bron: INSEE-tellingen).